# Commonwealth Games 2018/Leichtathletik
Bei den Commonwealth Games 2018 in Gold Coast (Australien) wurden in der Leichtathletik 50 Wettbewerbe ausgetragen, je 25 für Männer und für Frauen. Diese fanden im Carrara Stadium statt, mit Ausnahme des Marathons und der Gehbewerbe, die auf einem Rundkurs im Stadtzentrum ausgetragen wurden.

## Männer

### 100 m
| Platz | Athlet              | Land | Zeit (s) |
| ----- | ------------------- | ---- | -------- |
| 1     | Akani Simbine       | RSA  | 10,03    |
| 2     | Henricho Bruintjies | RSA  | 10,17    |
| 3     | Yohan Blake         | JAM  | 10,19    |
| 4     | Seye Ogunlewe       | NGR  | 10,19 SB |
| 5     | Kemar Hyman         | CAY  | 10,21    |
| 6     | Jason Rogers        | SKN  | 10,24    |
| 7     | Enoch Adegoke       | NGR  | 10,35    |
|       | Adam Gemili         | ENG  | DNS      |

Finale: 10. April
Wind: +0,8 m/s

### 100 m T12
| Platz | Athlet                            | Land | Zeit (s)  |
| ----- | --------------------------------- | ---- | --------- |
| 1     | Ndodomzi Ntutu                    | RSA  | 11,02     |
| 2     | Hilton Langenhoven                | RSA  | 11,27 =SB |
| 3     | Muhamad Afiq Mohamad Ali Hanafiah | MAS  | 11,28     |
| 4     | Ananias Shikongo                  | NAM  | 11,37     |

12. April
Wind: 0,0 m/s

### 100 m T38
| Platz | Athlet              | Land | Zeit (s)     |
| ----- | ------------------- | ---- | ------------ |
| 1     | Evan O’Hanlon       | AUS  | 11,09        |
| 2     | Dyan Buis           | RSA  | 11,33 SB     |
| 3     | Charl Du Toit       | RSA  | 11,35 WR T37 |
| 4     | Kyle Whitehouse     | CAN  | 11,58 SB     |
| 5     | Union Sekailwe      | RSA  | 11,67 SB     |
| 6     | Samuel Walker       | AUS  | 11,80 SB     |
| 7     | Rhys Jones          | WAL  | 11,87        |
| 8     | Amar-Mazigh Aichoun | ENG  | 12,14        |

Finale: 9. April
Wind: +0,8 m/s

### 100 m T47
| Platz | Athlet             | Land | Zeit (s) |
| ----- | ------------------ | ---- | -------- |
| 1     | Suwaibidu Galadima | NGR  | 11,04    |
| 2     | James Arnott       | ENG  | 11,30    |
| 3     | Tevaughn Thomas    | JAM  | 11,63    |
| 4     | Morgan Jones       | WAL  | 11,93    |
| 5     | Stephen Wesonga    | KEN  | 12,47    |
| 6     | Samuel Nason       | PNG  | 12,75    |

13. April
Wind: -0,1 m/s

### 200 m
| Platz | Athlet          | Land | Zeit (s) |
| ----- | --------------- | ---- | -------- |
| 1     | Jereem Richards | TTO  | 20,12    |
| 2     | Aaron Brown     | CAN  | 20,34    |
| 3     | Leon Reid       | NIR  | 20,55    |
| 4     | Clarence Munyai | RSA  | 20,58    |
| 5     | Sydney Siame    | ZAM  | 20,62    |
| 6     | Kyle Greaux     | TTO  | 20,63    |
| 7     | Warren Weir     | JAM  | 20,71    |
|       | Zharnel Hughes  | ENG  | DSQ      |

Finale: 12. April
Wind: +0,9 m/s

### 400 m
| Platz | Athlet           | Land | Zeit (s) |
| ----- | ---------------- | ---- | -------- |
| 1     | Isaac Makwala    | BOT  | 44,35 WL |
| 2     | Baboloki Thebe   | BOT  | 45,09    |
| 3     | Javon Francis    | JAM  | 45,11 SB |
| 4     | Muhammed Anas    | IND  | 45,31 NR |
| 5     | Bralon Taplin    | GRN  | 45,38    |
| 6     | Demish Gaye      | JAM  | 45,56    |
| 7     | Steven Solomon   | AUS  | 45,64    |
|       | Rusheen McDonald | JAM  | DNF      |

Finale: 10. April

### 800 m
| Platz | Athlet                     | Land | Zeit (min) |
| ----- | -------------------------- | ---- | ---------- |
| 1     | Wycliffe Kinyamal          | KEN  | 1:45,11    |
| 2     | Kyle Langford              | ENG  | 1:45,16 PB |
| 3     | Luke Mathews               | AUS  | 1:45,60 SB |
| 4     | Jake Wightman              | SCO  | 1:45,82    |
| 5     | Brad Mathas                | NZL  | 1:46,07 PB |
| 6     | Jonathan Kiprotich Kitilit | KEN  | 1:46,12    |
| 7     | Joseph Deng                | AUS  | 1:47,20    |
| 8     | Nijel Amos                 | BOT  | 1:48,45    |

Finale: 12. April

### 1500 m
| Platz | Athlet            | Land | Zeit (min) |
| ----- | ----------------- | ---- | ---------- |
| 1     | Elijah Manangoi   | KEN  | 3:34,78    |
| 2     | Timothy Cheruiyot | KEN  | 3:35,17    |
| 3     | Jake Wightman     | SCO  | 3:35,97    |
| 4     | Charlie Grice     | ENG  | 3:37,43    |
| 5     | Jinson Johnson    | IND  | 3:37,86 NR |
| 6     | Jordan Williamsz  | AUS  | 3:38,34    |
| 7     | Kumari Taki       | KEN  | 3:38,74    |
| 8     | Chris O’Hare      | SCO  | 3:39,04    |

Finale: 14. April

### 1500 m T54
| Platz | Athlet            | Land | Zeit (min) |
| ----- | ----------------- | ---- | ---------- |
| 1     | Alexandre Dupont  | CAN  | 3:11,75    |
| 2     | Kurt Fearnley     | AUS  | 3:11,92    |
| 3     | Jake Lappin       | AUS  | 3:12,60    |
| 4     | Nathan Maguire    | ENG  | 3:12,73    |
| 5     | Dillon Labrooy    | ENG  | 3:12,82    |
| 6     | Sam Rizzo         | AUS  | 3:14,16    |
| 7     | Tristan Smyth     | CAN  | 3:14,88    |
| 8     | Richard Chiassaro | ENG  | 3:18,63    |

Finale: 10. April

### 5000 m
| Platz | Athlet               | Land | Zeit (min) |
| ----- | -------------------- | ---- | ---------- |
| 1     | Joshua Cheptegei     | UGA  | 13:50,83   |
| 2     | Mohammed Ahmed       | CAN  | 13:52,78   |
| 3     | Edward Pingua Zakayo | KEN  | 13:54,06   |
| 4     | Thomas Ayeko         | UGA  | 13:54,78   |
| 5     | Stewart McSweyn      | AUS  | 13:58,96   |
| 6     | Phillip Kipyeko      | UGA  | 13:59,59   |
| 7     | James Sugira         | RWA  | 14:03,51   |
| 8     | Morgan McDonald      | AUS  | 14:11,37   |

8. April

### 10.000 m
| Platz | Athlet              | Land | Zeit (min)     |
| ----- | ------------------- | ---- | -------------- |
| 1     | Joshua Cheptegei    | UGA  | 27:19,62 GR WL |
| 2     | Mohammed Ahmed      | CAN  | 27:20,56       |
| 3     | Rodgers Chumo       | KEN  | 27:28,66 SB    |
| 4     | Jacob Kiplimo       | UGA  | 27:30,25       |
| 5     | Jake Robertson      | NZL  | 27:30,90 NR    |
| 6     | Stephen Mokoka      | RSA  | 27:44,58 SB    |
| 7     | Timothy Toroitich   | UGA  | 27:47,35       |
| 8     | Jonathan Muia Ndiku | KEN  | 27:56,24       |

13. April

### Marathon
| Platz | Athlet              | Land | Zeit (h) |
| ----- | ------------------- | ---- | -------- |
| 1     | Michael Shelley     | AUS  | 2:16:46  |
| 2     | Munyo Solomon Mutai | UGA  | 2:19:02  |
| 3     | Robbie Simpson      | SCO  | 2:19:36  |
| 4     | Kevin Seaward       | NIR  | 2:19:54  |
| 5     | Liam Adams          | AUS  | 2:21:08  |
| 6     | Paulus Iiyambo      | NAM  | 2:22:39  |
| 7     | Alex Chesakit       | UGA  | 2:23:06  |
| 8     | Lee Merrien         | GGY  | 2:24:10  |

15. April

### Marathon T54
| Platz | Athlet        | Land | Zeit (h)   |
| ----- | ------------- | ---- | ---------- |
| 1     | Kurt Fearnley | AUS  | 1:30:26 GR |
| 2     | John Smith    | ENG  | 1:31:44 SB |
| 3     | Simon Lawson  | ENG  | 1:31:44    |
| 4     | Tristan Smyth | CAN  | 2:31:44 SB |
| 5     | Alex Dupont   | CAN  | 1:36:44    |
| 6     | Jake Lappin   | AUS  | 1:37:34    |
| 7     | Callum Hall   | ENG  | 1:7:36     |
| 8     | Nkegbe Botsyo | GHA  | 1:56:56    |

15. April

### 20 km Gehen
| Platz | Athlet           | Land | Zeit (h)   |
| ----- | ---------------- | ---- | ---------- |
| 1     | Dane Bird-Smith  | AUS  | 1:19:34 GR |
| 2     | Tom Bosworth     | ENG  | 1:19:38 NR |
| 3     | Samuel Gathimba  | KEN  | 1:19:51    |
| 4     | Benjamin Thorne  | CAN  | 1:20:49 SB |
| 5     | Quentin Rew      | NZL  | 1:21:47 SB |
| 6     | Manish Singh     | IND  | 1:22:22    |
| 7     | Callum Wilkinson | ENG  | 1:22:35    |
| 8     | Evan Dunfee      | CAN  | 1:23:26 PB |

8. April

### 110 m Hürden
| Platz | Athlet           | Land | Zeit (s) |
| ----- | ---------------- | ---- | -------- |
| 1     | Ronald Levy      | JAM  | 13,19 WL |
| 2     | Hansle Parchment | JAM  | 13,22    |
| 3     | Nicholas Hough   | AUS  | 13,38 PB |
| 4     | Milan Traikovits | CYP  | 13,42    |
| 5     | Antonio Alkana   | RSA  | 13,49    |
| 6     | Shane Brathwaite | BAR  | 13,53    |
| 7     | Andrew Pozzi     | ENG  | 13,53    |
| 8     | De’Jour Russell  | JAM  | 13,92    |

Finale: 10. April
Wind: −0,3 m/s

### 400 m Hürden
| Platz | Athlet               | Land | Zeit (s) |
| ----- | -------------------- | ---- | -------- |
| 1     | Kyron McMaster       | IVB  | 48,25 WL |
| 2     | Jeffery Gibson       | BAH  | 49,10 SB |
| 3     | Jaheel Hyde          | JAM  | 49,16    |
| 4     | Jack Green           | ENG  | 49,18    |
| 5     | Rilwan Alowonle      | NGR  | 49,80    |
| 6     | Aron Kipchumba Koech | KEN  | 50,02    |
| 7     | Andre Clarke         | JAM  | 50,08    |
| 8     | Nicholas Bett        | KEN  | 51,00    |

Finale: 12. April

### 3000 m Hindernis
| Platz | Athlet            | Land | Zeit (min)    |
| ----- | ----------------- | ---- | ------------- |
| 1     | Conseslus Kipruto | KEN  | 8:10,08 GR WL |
| 2     | Abraham Kibiwot   | KEN  | 8:10,62 =SB   |
| 3     | Amos Kirui        | KEN  | 8:12,24       |
| 4     | Matthew Hughes    | CAN  | 8:12,33 SB    |
| 5     | Albert Chemutai   | UGA  | 8:19,89 PB    |
| 6     | Jonathan Hopkins  | WAL  | 8:34,12       |
| 7     | Ieuan Thomas      | WAL  | 8:40,02       |
| 8     | Adam Kirk-Smith   | ENG  | 8:48,40       |

13. April

### 4-mal-100-Meter-Staffel
| Platz | Land       | Athleten                                                                                                   | Zeit (s) |
| ----- | ---------- | --- | -------- |
| 1     | England    | Reuben Arthur Zharnel Hughes Richard Kilty Harry Aikines-Aryeetey                                          | 38,13 SB |
| 2     | Südafrika  | Henricho Bruintjies Emile Erasmus Anaso Jobodwana Akani Simbine                                            | 38,24 NR |
| 3     | Jamaika    | Everton Clarke Oshane Bailey Warren Weir Yohan Blake Im Vorlauf eingesetzt: Nigel Ellis                    | 38,35 SB |
| 4     | Australien | Trae Williams Rohan Browning Jack Hale Josh Clarke                                                         | 38,58 SB |
| 5     | Barbados   | Shane Brathwaite Ramon Gittens Nicholas Deshong Burkheart Ellis                                            | 39,04    |
| 6     | Sri Lanka  | Himasha Eashan Shehan Abeypitiya Mohamed Ashrafu Vinoj De Silva                                            | 39,08 NR |
| 7     | Malaysia   | Nixson Anak Kennedy Jonathan Nyepa Badrul Hisham Abdul Manap Khairul Hafiz Jantan                          | 39,37    |
|       | Nigeria    | Ogho-Oghene Egwero Usheoritse Itsekiri Emmanuel Arowolo Seye Ogunlewe Im Vorlauf eingesetzt: Enoch Adegoke | DSQ      |

Finale: 14. April

### 4-mal-400-Meter-Staffel
| Platz | Land                    | Athleten | Zeit (min) |
| ----- | ----------------------- | --- | ---------- |
| 1     | Botswana                | Leaname Maotoanong Baboloki Thebe Onkabetse Nkobolo Isaac Makwala                                                                       | 3:01,78 SB |
| 2     | Bahamas                 | O’Jay Ferguson Teray Smith Stephen Newbold Alonzo Russell Im Vorlauf eingesetzt: Michael Mathieu Ramon Miller                           | 3:01,92 SB |
| 3     | Jamaika                 | Jermaine Gayle Demish Gaye Jamari Rose Javon Francis Im Vorlauf eingesetzt: Peter Matthews                                              | 3:01,97 SB |
| 4     | Trinidad und Tobago     | Deon Lendore Jereem Richards Renny Quow Machel Cedenio Im Vorlauf eingesetzt: Lalonde Gordon                                            | 3:02,85    |
| 5     | Fidschi                 | Samuela Railoa Aaron Powell Kameli Sauduadua Petero Veitaqomaki                                                                         | 3:15,10 SB |
| 6     | Turks- und Caicosinseln | Angelo Garland Ifeanyichukwu Otuonye Frantzley Benjamin Devante Gardiner                                                                | 3:16,39    |
|       | Indien                  | Ayyasamy Dharun Amoj Jacob Muhammed Anas Arokia Rajiv Im Vorlauf eingesetzt: K. S. Jeevan                                               | DNF        |
|       | Kenia                   | Collins Omae Gichana Boniface Mweresa Aron Kipchumba Koech Nicholas Bett Im Vorlauf eingesetzt: Mike Mokamba Nyang’au Peter Mwai Ndichu | DSQ        |

Finale: 14. April

### Hochsprung
| Platz | Athlet           | Land | Höhe (m)   |
| ----- | ---------------- | ---- | ---------- |
| 1     | Brandon Starc    | AUS  | 2,32 WL PB |
| 2     | Jamal Wilson     | BAH  | 2,30 SB    |
| 3     | Django Lovett    | CAN  | 2,30 PB    |
| 4     | Donald Thomas    | BAH  | 2,27       |
| 5     | Allan Smith      | SCO  | 2,27 PB    |
| 6     | Michael Mason    | CAN  | 2,24       |
| 6     | Tejaswin Shankar | IND  | 2,24       |
| 8     | Lee Hup Wei      | MAS  | 2,21       |

Finale: 11. April

### Stabhochsprung
| Platz | Athlet              | Land | Höhe (m) |
| ----- | ------------------- | ---- | -------- |
| 1     | Kurtis Marschall    | AUS  | 5,70     |
| 2     | Shawnacy Barber     | CAN  | 5,65     |
| 3     | Luke Cutts          | ENG  | 5,45     |
| 4     | Adam Hague          | ENG  | 5,45 SB  |
| 5     | Angus Armstrong     | AUS  | 5,35     |
| 6     | Deryk Theodore      | CAN  | 5,35     |
| 7     | Nikandros Stylianou | CYP  | 5,35     |
| 8     | Iskandar Alwi       | MAS  | 5,00     |

12. April

### Weitsprung
| Platz | Athlet            | Land | Weite (m)  |
| ----- | ----------------- | ---- | ---------- |
| 1     | Luvo Manyonga     | RSA  | 8,41 GR WL |
| 2     | Henry Frayne      | AUS  | 8,33       |
| 3     | Ruswahl Samaai    | RSA  | 8,22       |
| 4     | Tajay Gayle       | JAM  | 8,12 PB    |
| 5     | Dan Bramble       | ENG  | 7,94       |
| 6     | Chris Mitrevski   | AUS  | 7,90       |
| 7     | Janaka Wimalasari | SRI  | 7,89       |
| 8     | Damar Forbes      | JAM  | 7,88       |

Finale: 11. April

### Dreisprung
| Platz | Athlet            | Land | Weite (m) |
| ----- | ----------------- | ---- | --------- |
| 1     | Troy Doris        | GUY  | 16,88 SB  |
| 2     | Yordanys Durañona | DMA  | 16,86     |
| 3     | Marcel Mayack     | CMR  | 16,80 PB  |
| 4     | Arpinder Singh    | IND  | 16,46     |
| 5     | Nathan Douglas    | ENG  | 16,35     |
| 6     | Jonathan Drack    | MRI  | 16,28     |
| 7     | Clive Pullen      | JAM  | 16,25     |
| 8     | Roger Haitengi    | NAM  | 16,24     |

Finale: 14. April

### Kugelstoßen
| Platz | Athlet                | Land | Weite (m) |
| ----- | --------------------- | ---- | --------- |
| 1     | Tomas Walsh           | NZL  | 21,41     |
| 2     | Chukwuebuka Enekwechi | NGR  | 21,14 PB  |
| 3     | Tim Nedow             | CAN  | 20,91 SB  |
| 4     | O’Dayne Richards      | JAM  | 20,80     |
| 5     | Damien Birkinhead     | AUS  | 20,77     |
| 6     | Orazio Cremona        | RSA  | 20,51     |
| 7     | Ashinia Miller        | JAM  | 19,68     |
| 8     | Tejinder Pal Singh    | IND  | 19,42     |

Finale: 9. April

### Kugelstoßen F38
| Platz | Athlet           | Land | Weite (m) |
| ----- | ---------------- | ---- | --------- |
| 1     | Cameron Crombie  | AUS  | 15,74     |
| 2     | Marty Jackson    | AUS  | 13,74 SB  |
| 3     | Reinhardt Hamman | RSA  | 13,15 SB  |
| 4     | Jayden Sawyer    | AUS  | 12,40     |
| 5     | Joshua Bain      | ENG  | 12,31     |
| 6     | David Bambrick   | CAN  | 11,74 SB  |
| 7     | Kevin Strybosch  | CAN  | 11,17 SB  |
| 8     | Juanre Jenkinson | RSA  | 9,63      |

11. April

### Diskuswurf
| Platz | Athlet             | Land | Weite (m) |
| ----- | ------------------ | ---- | --------- |
| 1     | Fedrick Dacres     | JAM  | 68,20 GR  |
| 2     | Traves Smikle      | JAM  | 63,98     |
| 3     | Apostolos Parellis | CYP  | 63,61     |
| 4     | Matthew Denny      | AUS  | 62,53     |
| 5     | Mitchell Cooper    | AUS  | 60,40     |
| 6     | Benn Harradine     | AUS  | 59,92     |
| 7     | Stephen Mozia      | NGR  | 59,58     |
| 8     | Alex Rose          | SAM  | 59,56     |

Finale: 13. April

### Hammerwurf
| Platz | Athlet           | Land | Weite (m)      |
| ----- | ---------------- | ---- | -------------- |
| 1     | Nick Miller      | ENG  | 80,26 GR WL NR |
| 2     | Matthew Denny    | AUS  | 74,88 PB       |
| 3     | Mark Dry         | SCO  | 73,12 SB       |
| 4     | Adam Keenan      | CAN  | 72,15          |
| 5     | Taylor Campbell  | ENG  | 72,03          |
| 6     | Dempsey McGuigan | NIR  | 70,24          |
| 7     | Osian Jones      | WAL  | 70,14          |
| 8     | Jack Dalton      | AUS  | 68,28 PB       |

8. April

### Speerwurf
| Platz | Athlet                | Land | Weite (m) |
| ----- | --------------------- | ---- | --------- |
| 1     | Neeraj Chopra         | IND  | 86,47 SB  |
| 2     | Hamish Peacock        | AUS  | 82,59     |
| 3     | Anderson Peters       | GRN  | 82,20     |
| 4     | Phil-Mar van Rensburg | RSA  | 79,83     |
| 5     | Vipin Kasana          | IND  | 77,87     |
| 6     | Luke Cann             | AUS  | 76,99     |
| 7     | Shakeil Waithe        | TTO  | 76,85     |
| 8     | Arshad Nadeem         | PAK  | 76,02     |

Finale: 14. April

### Zehnkampf
| Platz | Athlet        | Land | Punkte  |
| ----- | ------------- | ---- | ------- |
| 1     | Lindon Victor | GRN  | 8303    |
| 2     | Pierce Lepage | CAN  | 8171 PB |
| 3     | Cedric Dubler | AUS  | 7983    |
| 4     | Kurt Felix    | GRN  | 7756    |
| 5     | Kyle Cranston | AUS  | 7734    |
| 6     | John Lane     | ENG  | 7529    |
| 7     | Ben Gregory   | WAL  | 7449    |
| 8     | Gilbert Koech | KEN  | 7009 PB |

9./10. April

## Frauen

### 100 m
| Platz | Athletin            | Land | Zeit (s) |
| ----- | ------------------- | ---- | -------- |
| 1     | Michelle-Lee Ahye   | TTO  | 11,14 SB |
| 2     | Christania Williams | JAM  | 11,21 SB |
| 3     | Gayon Evans         | JAM  | 11,22 PB |
| 4     | Asha Philip         | ENG  | 11,28    |
| 5     | Natasha Morrison    | JAM  | 11,31    |
| 6     | Khalifa St. Fort    | TTO  | 11,37    |
| 7     | Reyare Thomas       | TTO  | 11,51    |
| 8     | Halutie Hor         | GHA  | 11,54    |

Finale: 9. April
Wind: +1,0 m/s

### 100 m T35
| Platz | Athletin         | Land | Zeit (s) |
| ----- | ---------------- | ---- | -------- |
| 1     | Isis Holt        | AUS  | 13,58    |
| 2     | Maria Lyle       | SCO  | 15,14    |
| 3     | Brianna Coop     | AUS  | 15,63    |
| 4     | Carly Salmon     | AUS  | 16,39    |
| 5     | Daphne Schrager  | ENG  | 17,09    |
| 6     | Maria Vedeille   | ENG  | 19,38 PB |
| 7     | Dephnny Naliupis | VAN  | 26,49 PB |

11. April
Wind: -0,6 m/s

### 100 m T38
| Platz | Athletin        | Land | Zeit (s) |
| ----- | --------------- | ---- | -------- |
| 1     | Sophie Hahn     | ENG  | 12,46 GR |
| 2     | Rhiannon Clarke | AUS  | 13,17 AR |
| 3     | Olivia Breen    | WAL  | 13,35    |
| 4     | Ella Pardy      | AUS  | 13,48 SB |
| 5     | Erin Cleaver    | AUS  | 14,43    |
| 6     | Katrina Hart    | ENG  | 14,82 SB |

12. April
Wind: +0,9 m/s

### 200 m
| Platz | Athletin            | Land | Zeit (s) |
| ----- | ------------------- | ---- | -------- |
| 1     | Shaunae Miller-Uibo | BAH  | 22,09 GR |
| 2     | Shericka Jackson    | JAM  | 22,18 PB |
| 3     | Dina Asher-Smith    | ENG  | 22,29    |
| 4     | Elaine Thompson     | JAM  | 22,30    |
| 5     | Crystal Emmanuel    | CAN  | 22,70    |
| 6     | Bianca Williams     | ENG  | 23,06    |
| 7     | Semoy Hackett       | TTO  | 23,16    |
|       | Sashalee Forbes     | JAM  | DSQ      |

Finale: 12. April
Wind: +0,9 m/s

### 400 m
| Platz | Athletin                | Land | Zeit (s) |
| ----- | ----------------------- | ---- | -------- |
| 1     | Amantle Montsho         | BOT  | 50,15 SB |
| 2     | Anastasia Le-Roy        | JAM  | 50,57 PB |
| 3     | Stephenie Ann McPherson | JAM  | 50,93    |
| 4     | Christine Botlogetswe   | BOT  | 51,17 PB |
| 5     | Maximila Imali          | KEN  | 51,32    |
| 6     | Hima Das                | IND  | 51,32 PB |
| 7     | Anneliese Rubie         | AUS  | 52,03    |
| 8     | Yinka Ajayi             | NGR  | 52,26    |

Finale: 11. April

### 800 m
| Platz | Athletin                 | Land | Zeit (min)    |
| ----- | ------------------------ | ---- | ------------- |
| 1     | Caster Semenya           | RSA  | 1:56,68 GR WL |
| 2     | Margaret Nyairera Wambui | KEN  | 1:58,07       |
| 3     | Natoya Goule             | JAM  | 1:58,82 PB    |
| 4     | Winnie Nanyondo          | UGA  | 2:00,36       |
| 5     | Alexandra Bell           | ENG  | 2:00,83       |
| 6     | Docus Ajok               | UGA  | 2:01,22       |
| 7     | Emily Cherotich Tuei     | KEN  | 2:01,74       |
| 8     | Eglay Nafuna Nalyanya    | KEN  | 2:03,08       |

Finale: 13. April

### 1500 m
| Platz | Athletin           | Land | Zeit (min)       |
| ----- | ------------------ | ---- | ---------------- |
| 1     | Caster Semenya     | RSA  | 4:00,71 GR WL NR |
| 2     | Beatrice Chepkoech | KEN  | 4:03,09 PB       |
| 3     | Melissa Courtney   | WAL  | 4:03,44 PB       |
| 4     | Linden Hall        | AUS  | 4:03,67 SB       |
| 5     | Georgia Griffith   | AUS  | 4:04,07 PB       |
| 6     | Eilish McColgan    | SCO  | 4:04,30          |
| 7     | Stephanie Twell    | SCO  | 4:05,56 SB       |
| 8     | Sarah McDonald     | ENG  | 4:05,77          |

Finale: 11. April

### 1500 m T54
| Platz | Athletin           | Land | Zeit (min)     |
| ----- | ------------------ | ---- | -------------- |
| 1     | Madison de Rozario | AUS  | 3:34,06        |
| 2     | Angela Ballard     | AUS  | 3:36,85        |
| 3     | Diane Roy          | CAN  | 3:36,97 GR T54 |
| 4     | Samantha Kinghorn  | SCO  | 3:37,91        |
| 5     | Eliza Ault-Connell | AUS  | 3:38,88        |
| 6     | Nicole Emerson     | ENG  | 3:51,28 SB     |
| 7     | Marie Alphonse     | MRI  | 3:51,99        |
|       | Jessica Frotten    | CAN  | DNF            |

10. April

### 5000 m
| Platz | Athletin                   | Land | Zeit (min)  |
| ----- | -------------------------- | ---- | ----------- |
| 1     | Hellen Obiri               | KEN  | 15:13,11    |
| 2     | Margaret Chelimo Kipkemboi | KEN  | 15:15,28 SB |
| 3     | Laura Weightman            | ENG  | 15:25,84    |
| 4     | Juliet Chekwel             | UGA  | 15:30,17 SB |
| 5     | Celia Sullohern            | AUS  | 15:34,73    |
| 6     | Eilish McColgan            | SCO  | 15:34,88    |
| 7     | Eva Cherono                | KEN  | 15:36,10 PB |
| 8     | Eloise Wellings            | AUS  | 15:39,02    |

14. April

### 10.000 m
| Platz | Athletin                | Land | Zeit (min)  |
| ----- | ----------------------- | ---- | ----------- |
| 1     | Stella Chesang          | UGA  | 31:45,30    |
| 2     | Stacey Chepkemboi Ndiwa | KEN  | 31:46,36 PB |
| 3     | Mercyline Chelangat     | UGA  | 31:48,31    |
| 4     | Beatrice Mutai          | KEN  | 31:49,81 PB |
| 5     | Natasha Wodak           | CAN  | 31:50,18 SB |
| 6     | Celia Sullohern         | AUS  | 31:50,75 PB |
| 7     | Juliet Chekwel          | UGA  | 31:57,97    |
| 8     | Madeline Hills          | AUS  | 32:01,04    |

9. April

### Marathon
| Platz | Athlet              | Land | Zeit (h) |
| ----- | ------------------- | ---- | -------- |
| 1     | Helalia Johannes    | NAM  | 2:32:40  |
| 2     | Lisa Jane Weightman | AUS  | 2:33:23  |
| 3     | Jessica Trengove    | AUS  | 2:34:09  |
| 4     | Sheila Jerotich     | KEN  | 2:36:19  |
| 5     | Sonia Samuels       | ENG  | 2:36:59  |
| 6     | Alyson Dixon        | ENG  | 2:38:19  |
| 7     | Lavinia Haitope     | NAM  | 2:40:54  |
| 8     | Caryl Jones         | WAL  | 2:43:58  |

15. April

### Marathon T54
| Platz | Athlet                          | Land | Zeit (h) |
| ----- | ------------------------------- | ---- | -------- |
| 1     | Madison de Rozario              | AUS  | 1:44:00  |
| 2     | Eliza Ault-Connell              | AUS  | 1:44:13  |
| 3     | Jade Jones                      | ENG  | 1:44:20  |
| 4     | Samantha Kinghorn               | SCO  | 2:45:02  |
| 5     | Diane Roy                       | CAN  | 1:50:13  |
| 6     | Nicole Emerson                  | ENG  | 1:50:13  |
| 7     | Marie Emmanuelle Anais Alphonse | MRI  | 2:11:59  |
|       | Jessica Frotten                 | CAN  | DNS      |

15. April

### 20 km Gehen
| Platz | Athlet             | Land | Zeit (h) |
| ----- | ------------------ | ---- | -------- |
| 1     | Jemima Montag      | AUS  | 1:32:50  |
| 2     | Alana Barberh      | NZL  | 1:34:18  |
| 3     | Bethan Davies      | WAL  | 1:36:08  |
| 4     | Khushbir Kaur      | IND  | 1:39:21  |
| 5     | Gemma Bridge       | ENG  | 1:39:31  |
| 6     | Beki Smith         | AUS  | 1:40:41  |
| 7     | Heather Lewis      | WAL  | 1:41:45  |
| 8     | Grace Wanjiru Njue | KEN  | 1:42:23  |

8. April

### 100 m Hürden
| Platz | Athletin          | Land | Zeit (s) |
| ----- | ----------------- | ---- | -------- |
| 1     | Tobi Amusan       | NGR  | 12,68    |
| 2     | Danielle Williams | JAM  | 12,78    |
| 3     | Yanique Thompson  | JAM  | 12,97    |
| 4     | Michelle Jenneke  | AUS  | 13,07    |
| 5     | Brianna Beahan    | AUS  | 13,11    |
| 6     | Tiffany Porter    | ENG  | 13,12    |
| 7     | Megan Simmonds    | JAM  | 13,18    |
| 8     | Alicia Barrett    | ENG  | 13,64    |

Finale: 13. April
Wind: +0,2 m/s

### 400 m Hürden
| Platz | Athletin              | Land | Zeit (s) |
| ----- | --------------------- | ---- | -------- |
| 1     | Janieve Russell       | JAM  | 54,33    |
| 2     | Eilidh Doyle          | SCO  | 54,80    |
| 3     | Wenda Nel             | RSA  | 54,96    |
| 4     | Ronda Whyte           | JAM  | 55,02    |
| 5     | Sage Watson           | CAN  | 55,55    |
| 6     | Glory Onome Nathaniel | NGR  | 56,39    |
| 7     | Sparkle McKnight      | TTO  | 57,45    |
| 8     | Ristananna Tracey     | JAM  | 57,50    |

Finale: 12. April

### 3000 m Hindernis
| Platz | Athletin                    | Land | Zeit (min) |
| ----- | --------------------------- | ---- | ---------- |
| 1     | Aisha Praught-Leer          | JAM  | 9:21,00 WL |
| 2     | Celliphine Chepteek Chespol | KEN  | 9:22,61    |
| 3     | Purity Cherotich Kirui      | KEN  | 9:25,74    |
| 4     | Rosie Clarke                | ENG  | 9:36,29    |
| 5     | Genevieve LaCaze            | AUS  | 9:42,69    |
| 6     | Fancy Cherono               | KEN  | 9:46,27 PB |
| 7     | Geneviève Lalonde           | CAN  | 9:46,68    |
| 8     | Iona Lake                   | ENG  | 9:58,92    |

11. April

### 4-mal-100-Meter-Staffel
| Platz | Land                | Athleten                                                                              | Zeit (s) |
| ----- | ------------------- | ------------------------------------------------------------------------------------- | -------- |
| 1     | England             | Asha Philip Dina Asher-Smith Bianca Williams Lorraine Ugen                            | 42,46 NR |
| 2     | Jamaika             | Christania Williams Natasha Morrison Gayon Evans Elaine Thompson                      | 42,52    |
| 3     | Nigeria             | Joy Udo-Gabriel Blessing Okagbare-Ighoteguonor Tobi Amusan Rosemary Chukwuma          | 42,75    |
| 4     | Trinidad und Tobago | Khalifa St. Fort Semoy Hackett Reyare Thomas Kai Selvon                               | 43,50    |
| 5     | Ghana               | Flings Owusu-Agyapong Gemma Acheampong Halutie Hor Janet Amponsah                     | 43,64    |
| 6     | Kamerun             | Germaine Abessolo Bivina Marie Gisèle Eleme Asse Irene Bell Bonong Fanny Appes Ekanga | 45,24    |
|       | Australien          | Brianna Beahan Maddie Coates Riley Day Melissa Breen                                  | DSQ      |
|       | Bahamas             |                                                                                       | DNS      |

14. April

### 4-mal-400-Meter-Staffel
| Platz | Land       | Athleten                                                                | Zeit (min) |
| ----- | ---------- | ----------------------------------------------------------------------- | ---------- |
| 1     | Jamaika    | Christine Day Anastasia Le-Roy Janieve Russell Stephenie Ann McPherson  | 3:24,00    |
| 2     | Nigeria    | Patience Okon George Glory Onome Nathaniel Praise Idamadudu Yinka Ajayi | 3:25,29    |
| 3     | Botswana   | Galefele Moroko Christine Botlogetswe Loungo Matlhaku Amantle Montsho   | 3:26,86 NR |
| 4     | England    | Anyika Onuora Finette Agyapong Perri Shakes-Drayton Emily Diamond       | 3:27,21    |
| 5     | Australien | Anneliese Rubie Caitlin Sargent-Jones Lauren Wells Morgan Mitchell      | 3:27,43 SB |
| 6     | Schottland | Zoey Clark Kirsten McAslan Lynsey Sharp Eilidh Doyle                    | 3:29,18 NR |
| 7     | Indien     | Sonia Baishya M. R. Poovamma Sarita Gayakwad Hima Das                   | 3:33,61    |
| 8     | Uganda     | Leni Shida Emily Nanziri Halimah Nakaayi Scovia Ayikoru                 | 3:35,03    |

14. April

### Hochsprung
| Platz | Athlet              | Land | Höhe (m) |
| ----- | ------------------- | ---- | -------- |
| 1     | Levern Spencer      | LCA  | 1,95 SB  |
| 2     | Morgan Lake         | ENG  | 1,93     |
| 3     | Nicola McDermott    | AUS  | 1,91 PB  |
| 4     | Alyxandria Treasure | CAN  | 1,91     |
| 5     | Priscilla Frederick | ATG  | 1,87 SB  |
| 6     | Cassie Purdon       | AUS  | 1,84     |
| 7     | Nikki Manson        | SCO  | 1,84     |
| 8     | Bethan Partridge    | ENG  | 1,84     |

14. April

### Stabhochsprung
| Platz | Athletin        | Land | Weite (m)   |
| ----- | --------------- | ---- | ----------- |
| 1     | Alysha Newman   | CAN  | 4,75 GR =NR |
| 2     | Eliza McCartney | NZL  | 4,70        |
| 3     | Nina Kennedy    | AUS  | 4,60        |
| 4     | Holly Bradshaw  | ENG  | 4,60        |
| 5     | Molly Caudery   | ENG  | 4,40 PB     |
| 5     | Liz Parnov      | AUS  | 4,40        |
| 7     | Lucy Bryan      | ENG  | 4,30        |
| 7     | Anicka Newell   | CAN  | 4,30        |

13. April

### Weitsprung
| Platz | Athletin          | Land | Weite (m) |
| ----- | ----------------- | ---- | --------- |
| 1     | Christabel Nettey | CAN  | 6,84      |
| 2     | Brooke Stratton   | AUS  | 6,77      |
| 3     | Shara Proctor     | ENG  | 6,75      |
| 4     | Lorraine Ugen     | ENG  | 6,69      |
| 5     | Chantel Malone    | IVB  | 6,48      |
| 6     | Nektaria Panagi   | CYP  | 6,44      |
| 7     | Jazmin Sawyers    | ENG  | 6,35      |
| 8     | Bianca Stuart     | BAH  | 6,30      |

Finale: 12. April

### Weitsprung T38
| Platz | Athletin        | Land | Weite (m)  |
| ----- | --------------- | ---- | ---------- |
| 1     | Olivia Breen    | WAL  | 4,86 GR PB |
| 2     | Erin Cleaver    | AUS  | 4,36       |
| 3     | Taylor Doyle    | AUS  | 4,22       |
| 4     | Juanelie Meijer | RSA  | 4,19       |
| 5     | Kailyn Joseph   | AUS  | 4,06       |
| 6     | Molly Kingsbury | ENG  | 3,85 SB    |
| 7     | Amy Carr        | SCO  | 3,65       |

8. April

### Dreisprung
| Platz | Athletin                | Land | Weite (m)   |
| ----- | ----------------------- | ---- | ----------- |
| 1     | Kimberly Williams       | JAM  | 14,64 WL PB |
| 2     | Shanieka Ricketts       | JAM  | 14,52 SB    |
| 3     | Thea LaFond             | DMA  | 13,92       |
| 4     | Lerato Sechele          | LES  | 13,57 NR    |
| 5     | Blessing Ibrahim        | NGR  | 13,48       |
| 6     | Ayanna Alexander        | TTO  | 13,47       |
| 7     | Joëlle Mbumi Nkouindjin | CMR  | 13,45       |
| 8     | Natricia Hooper         | GUY  | 13,36 PB    |

10. April

### Kugelstoßen
| Platz | Athletin            | Land | Weite (m) |
| ----- | ------------------- | ---- | --------- |
| 1     | Danniel Thomas-Dodd | JAM  | 19,36 NR  |
| 2     | Valerie Adams       | NZL  | 18,70 SB  |
| 3     | Brittany Crew       | CAN  | 18,32     |
| 4     | Cleopatra Borel     | TTO  | 18,05     |
| 5     | Sophie McKinna      | ENG  | 17,76 PB  |
| 6     | Rachel Wallader     | ENG  | 17,48 SB  |
| 7     | Jess St. John       | ATG  | 17,32 NR  |
| 8     | Taryn Suttie        | CAN  | 16,92     |

Finale: 13. April

### Diskuswurf
| Platz | Athletin          | Land | Weite (m) |
| ----- | ----------------- | ---- | --------- |
| 1     | Dani Stevens      | AUS  | 68,26 GR  |
| 2     | Seema Antil       | IND  | 60,41     |
| 3     | Navjeet Dhillon   | IND  | 57,43     |
| 4     | Siositina Hakeai  | NZL  | 57,16     |
| 5     | Taryn Gollshewsky | AUS  | 55,47     |
| 6     | Kimberly Mulhall  | AUS  | 54,93     |
| 7     | Jade Lally        | ENG  | 53,97     |
| 8     | Androniki Lada    | CYP  | 53,12 SB  |

12. April

### Hammerwurf
| Platz | Athletin            | Land | Weite (m) |
| ----- | ------------------- | ---- | --------- |
| 1     | Julia Ratcliffe     | NZL  | 69,94     |
| 2     | Alexandra Hulley    | AUS  | 68,20     |
| 3     | Lara Nielsen        | AUS  | 65,03     |
| 4     | Sultana Frizell     | CAN  | 63,94     |
| 5     | Queen Obisesan      | NGR  | 63,84     |
| 6     | Carys Parry         | WAL  | 61,58     |
| 7     | Tynelle Gumbs       | IVB  | 60,97 NR  |
| 8     | Danielle McConnelle | AUS  | 59,60     |

10. April

### Speerwurf
| Platz | Athletin           | Land | Weite (m)      |
| ----- | ------------------ | ---- | -------------- |
| 1     | Kathryn Mitchell   | AUS  | 68,92 GR WL AR |
| 2     | Kelsey-Lee Roberts | AUS  | 63,89          |
| 3     | Sunette Viljoen    | RSA  | 62,08          |
| 4     | Elizabeth Gleadle  | CAN  | 59,85          |
| 5     | Dilhani Lekamge    | SRI  | 56,02          |
| 6     | Kelechi Nwanaga    | NGR  | 53,17          |
| 7     | Selma Rosun        | MRI  | 49,09          |
| 8     | Josephine Lalam    | UGA  | 48,91          |

11. April

### Speerwurf F46
| Platz | Athletin              | Land | Weite (m) |
| ----- | --------------------- | ---- | --------- |
| 1     | Hollie Arnold         | WAL  | 44,43 WR  |
| 2     | Holly Robinson        | AUS  | 43,32 AR  |
| 3     | Friana Kwevira        | VAN  | 24,54     |
| 4     | Goodness Chinasa Duru | NGR  | 22,11     |
| 5     | Marcelline Moli       | VAN  | 16,17 PB  |

9. April

### Siebenkampf
| Platz | Athletin                  | Land | Punkte  |
| ----- | ------------------------- | ---- | ------- |
| 1     | Katarina Johnson-Thompson | ENG  | 6255 WL |
| 2     | Nina Schultz              | CAN  | 6133 PB |
| 3     | Niamh Emerson             | ENG  | 6043 PB |
| 4     | Celeste Mucci             | AUS  | 5915 PB |
| 5     | Angela Whyte              | CAN  | 5898    |
| 6     | Niki Oudenaarden          | CAN  | 5878    |
| 7     | Purnima Hembram           | IND  | 5834 PB |
| 8     | Kate O’Connor             | NIR  | 5695    |

12./13. April

## Abkürzungen
| - WR = Weltrekord - WJR = Juniorenweltrekord - OR = olympischer Rekord - YOR = olympischer Jugendrekord - AR = Kontinentalrekord - AJR = Juniorenkontinentalrekord - NR = nationaler Rekord - NJR = nationaler Juniorenrekord - CR = Meisterschaftsrekord - MR = Veranstaltungsrekord | - WB = Weltbestleistung - WJB = Juniorenweltbestleistung - WYB = Jugendweltbestleistung - AB = Kontinentbestleistung - AJB = Juniorenkontinentalbestleistung - AYB = Jugendkontinentalbestleistung - NJB = nationale Juniorenbestleistung - NYB = nationale Jugendbestleistung | - PB = persönliche Bestleistung - SB = persönliche Saisonbestleistung - WL = Weltjahresbestleistung - WJL = Juniorenweltjahresbestleistung - WYL = Jugendweltjahresbestleistung - DSQ = disqualifiziert (engl. Disqualified) - DNS = Wettkampf nicht angetreten (engl. Did Not Start) - DNF = Wettkampf nicht beendet (engl. Did Not Finish) |